# Фернанду Пессоа
Ферна́нду Анто́ніу Нуге́йра Пессо́а, Фернанду Пессоа (порт. Fernando António Nogueira Pessoa, 13 червня 1888, Лісабон — 30 листопада 1935, там само) — португальський поет, прозаїк, драматург, мислитель-есеїст, лідер та безперечний авторитет в гуртках столичного художнього авангарду, що з роками із невизнаного одинака став символом португальського письменства Нового часу. 

## Гетероніми
Свої твори Пессоа підписував не лише власним ім'ям. Особливістю його творчості є вживання численних гетеронімів, фіктивних імен, від імені яких Пессоа писав твори. Кожен гетеронім представляв окрему уявну особистість зі своїм стилем, улюбленими жанрами й темами. Загалом нараховують більше 80 гетеронімів поета. Найвідоміші гетероніми: Бернердо Соареш, Альберто Каейра, Рікардо Реїс, Альваро Кампос.

## Біографія
Фернанду Пессоа народився 13 червня 1888 року в Лісабоні. Його батько Жуакін де Сеабра Пессоа, уродженець Лісабона, служив у Міністерстві юстиції і також був музичним критиком у газеті «Diário de Notícias». У 1893 його батько помер від туберкульозу у віці 43 років, коли Фернандо заледве виповнилося п'ять років. Мати Пессоа була вимушена продати з молотка частину меблів і переїхати з дітьми в скромніший будинок.
У цей період з'являється перший гетеронім Пессоа, Шевальє де Па. Про винахід гетероніма Пессоа через багато років напише своєму другові Адолфу Казаіш Монтейру. У цей же рік Пессоа створив перший поетичний твір — короткий вірш з дитячим епіграфом: Моя улюблена мама. В 1895 році мати виходить заміж вдруге за Жуана Мігела Розу, консула Португалії в Дурбані (Південна Африка), куди й переїжджає з дітьми. У Дурбані Пессоа провів дитинство і частину юності. Хлопчик багато часу проводив на самоті та в міркуваннях. У Фернанду з дитинства виявляються великі здібності до літературної творчості. У Дурбані він отримує доступ до англійської літератури і знайомиться з творами таких авторів як Шекспір, Едгар По, Джон Мільтон, Лорд Байрон, Джон Кітс, Персі Шеллі, Альфред Теннісон. Англійська мова відіграла величезну роль в житті Пессоа, саме англійською написана частина його поетичної спадщини, Пессоа також перекладав англомовних поетів, крім того за життя поета був надрукований лише одна португаломовна збірка «Послання» («Mensagem»), дві інші збірки представляли його поезію на англійській та були написані між 1918-м і 1921 роками.
У молодшій школі Пессоа вчиться дуже добре і проходить п'ятирічний курс за три роки, у 1899-му він вступає до середньої школи в Дурбані, де він провчився три роки. Пессоа був одним із найкращих учнів у групі. У ці роки він бере псевдонім Александр Серч (Alexander Search), від імені якого пише листи самому собі. У 1901 році Пессоа пише перші вірші англійською мовою і здійснює подорож зі своєю родиною до Португалії, де живуть його родичі. У цей час він намагається написати роман англійською мовою і після повернення до Африки вступає до Школи Комерції. Навчання проходить по вечорах, а день Пессоа присвячує гуманітарним дисциплінам. У 1903 році він отримує почесну премію королеви Вікторії за найкраще есе. Пессоа багато читає класиків англійської та латинської літератури, пише вірші й прозу англійською, з'являються його нові гетероніми Чарльз Роберт Анон і Г. М. Ф. Лечер.
У 1905 році Пессоа остаточно повертається до Лісабону (його батьки та сестри залишаються у Дурбані). Він живе разом зі своєю бабусею Діонізією, продовжує писати вірші англійською і в 1906 році вступає на вищі філологічні курси (зараз — це Філологічний факультет Лісабонського Університету), проте невдовзі залишає курси, не довчившись і року. Він знайомиться з творчістю найбільших португаломовних письменників, зокрема його захоплюють твори Сезарія Верде та проповіді Падре Антоніо Вієйри. Незабаром помирає його бабуся, залишивши йому невелику спадщину. На ці гроші Пессоа відкрив маленьку друкарню, яка швидко прогоріла. Після цього Пессоа береться за переклад комерційної кореспонденції. Комерційним перекладом він продовжував займатися до кінця життя.
Діяльність Пессоа як есеїста й літературного критика починається в 1912 році публікаціями в журналі «Агіа» (орел) («Aguia»). Перша фундаментальна стаття Пессоа — «Нова португальська поезія», за якою підуть інші його статті, присвячені літературі. Разом зі своїм другом Маріо де Са-Карнейро Пессоа також брав участь у виданні журналу «Орфей».
Поет помер у віці 47 років у Лісабоні. Останнє, що він написав перед смертю, — фраза англійською мовою: «I know not what tomorrow will bring ...» (Я не знаю, що принесе завтрашній день..., Я не знаю, що буде завтра(на ранок)...).

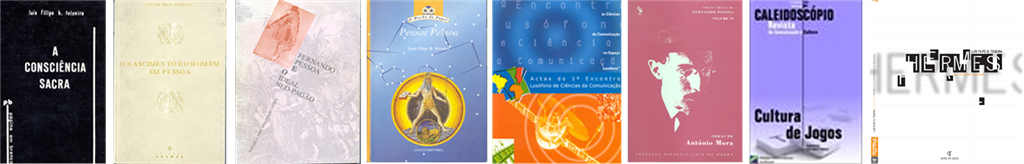
Португальські видання творів Пессоа

## Твори

### Твори, підписані Фернандо Пессоа

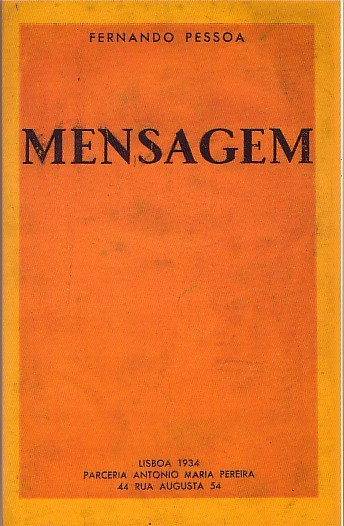
Збірка «Послання» (1934)

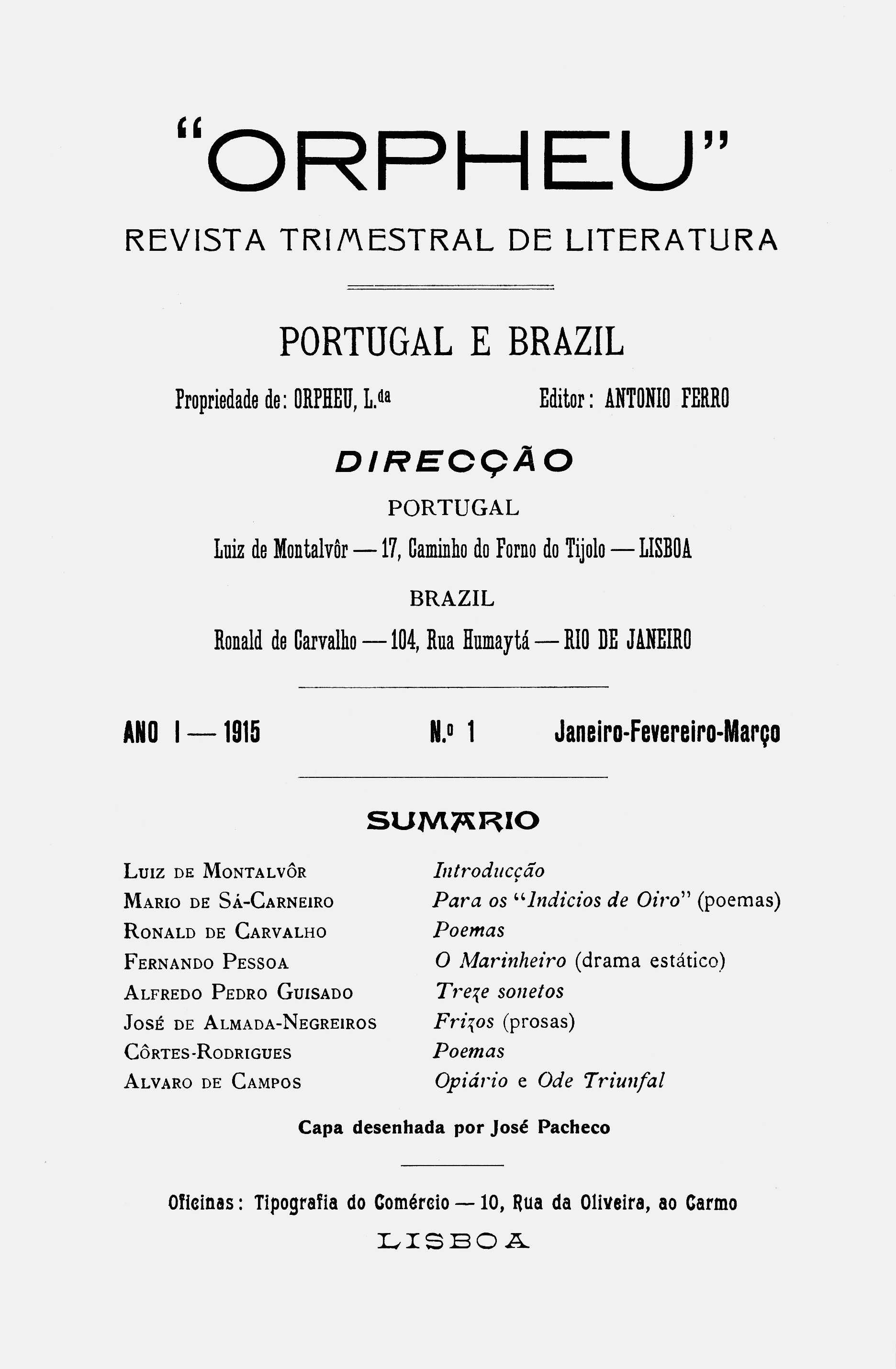
Журнал "Орфей", у якому публікувався Пессоа

- Послання (єдина прижиттєва збірка)
- "Фаус, суб'єктивна трагедія"
- "Паулістичні, сенсаційні й інтерсенсуальні вірші
- Для кансоньєро
- Сонети - Катрени - Рубаї
- Політичні вірші
- Езотеричні й метафізичні вірші
- Площа Фігуейра - Вечір у Лімі
- Повернення Богів. Маніфести португальського модернізму
- Пелерина

### Твори Бернердо Соареша
- Книга неспокою (1982, посмертно)

### Твори Альберто Каейри
- Пастух
- Закоханий пастух
- Вірші, що не ввійшли до збірок

### Твори Рікардо Реїса

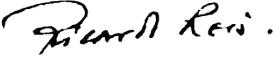
Гетеронім Рікардо Реїс

- Оди, книга перша
- Оди з часопису Presença
- Поодинокі оди

### Твори Алвару де Кампуша
- Перші вірші
- Морські оди
- Великі оди
- Навколо великих од
- Останні вірші

### Поезія англійською
- Épithalame
- Antinoüs
- Trente-cinq Sonnets
- Inscriptions
- Le Violoneux fou
- Poèmes d'Alexander Search - Poèmes épars

## Видання англійською
- Collected Poems of Álvaro de Campos, т. 2, Chris Daniels, transl, Exeter, UK: Shearsman Books, 2009 [1928–35], ISBN 9781905700257, архів оригіналу за 18 грудня 2010, процитовано 16 червня 2011
- Lisbon: What the Tourist Should See, Exeter, UK: Shearsman Books, 2008, ISBN 978190570752, архів оригіналу за 2 квітня 2011, процитовано 16 червня 2011 {{citation}}: Перевірте значення |isbn=: довжина (довідка)
- The Collected Poems of Alberto Caeiro, Chris Daniels, transl, Exeter, UK: Shearsman Books, 2007, ISBN 9781905700240, архів оригіналу за 4 квітня 2011, процитовано 16 червня 2011
- Selected English Poems, Exeter, UK: Shearsman Books, 2007, ISBN 9781905700264, архів оригіналу за 2 квітня 2011, процитовано 16 червня 2011
- Message, Jonathan Griffin, transl, Exeter, UK: Shearsman Books, 2007, ISBN 9781905700271, архів оригіналу за 2 квітня 2011, процитовано 16 червня 2011
- Selected English Poems , ed. Tony Frazer, Exeter (UK): Shearsman Books, 2007. ISBN 1905700261
- A Centenary Pessoa, tr. Keith Bosley & L. C. Taylor, foreword by Octavio Paz, Carcanet Press, 2006. ISBN 1857547241
- A Little Larger Than the Entire Universe: Selected Poems, tr. Richard Zenith, Penguin Classics, 2006. ISBN 0-14-303955-5
- The Education of the Stoic, tr. Richard Zenith, afterword by Antonio Tabucchi, Exact Change, 2004. ISBN 1878972405
- The Book of Disquiet, tr. Richard Zenith, Penguin classics, 2003. ISBN 9780141183046
- The Selected Prose of Fernando Pessoa, tr. Richard Zenith, Grove Press, 2002. ISBN 0-8021-3914-0
- Sheep's Vigil by a Fervent Person: A Translation of Alberto Caeiro, tr. Eirin Moure, House of Anansi, 2001. ISBN 0887846602
- Selected Poems: with New Supplement  tr. Jonathan Griffin, Penguin Classics; 2nd edition, 2000. ISBN 0141184337
- Fernando Pessoa & Co: Selected Poems, tr. Richard Zenith, Grove Press, 1999. ISBN 0-8021-3627-3
- Poems of Fernando Pessoa, anthology ed. & tr. Edwin Honig & Susan M. Brown, City Lights Publishers, 1998. ISBN 0-87286-342-5
- The Keeper of Sheep, bilingual edition, tr. Edwin Honig & Susan M. Brown, Sheep Meadow, 1997. ISBN 1878818457
- Message, tr. Jonathan Griffin, introduction by Helder Macedo, Menard Press, 1992. ISBN 190570027X
- The Book of Disquietude, tr. Richard Zenith, Carcanet Press, 1991. ISBN 0-14-118304-7
- The Book of Disquiet, tr. Iain Watson, Quartet Books, 1991. ISBN 0704301539
- The Book of Disquiet, tr. Alfred Mac Adam, New York NY: Pantheon Books, 1991. ISBN 0679402349
- The Book of Disquiet, tr. Margaret Jull Costa, London, New York NY: Serpent's Tail, 1991, ISBN 1852422041
- Fernando Pessoa: Self-Analysis and Thirty Other Poems, tr. George Monteiro, Gavea-Brown Publications, 1989. ISBN 0943722144
- Always Astonished, tr. Edwin Honig, San Francisco CA: City Lights, 1988. ISBN 9780872862289
- Selected Poems, tr. Edwin Honig, Swallow Press, 1971. ISBN B000XU4FE4
- English Poems [Архівовано 26 березня 2017 у Wayback Machine.], 2 vol. (vol. 1 part I – Antinous, part II – Inscriptions; vol. 2 part III – Epithalamium), Lisbon: Olisipo, 1921 (vol. 1, 20 pp.; vol. 2, 16 pp., 24 cm).  Portugal: PURL.
- 35 Sonnets [Архівовано 9 червня 2011 у Wayback Machine.], Lisbon: Monteiro & Co., 1918 (20 pp., 20 cm).  Portugal: PURL.
- Antinous [Архівовано 9 червня 2011 у Wayback Machine.]: a poem, Lisbon: Monteiro & Co., 1918 (16 p., 20 cm).  Portugal: PURL.
- The anarchist banker and other Portuguese stories [Архівовано 27 березня 2012 у Wayback Machine.] Carcanet Press, 1996

## Українські переклади
Українською окремі поезії Фернандо Пессоа переклала Віра Вовк. Також вірші Пессоа перекладали Михайло Литвинець, Григорій Латник, Маргарита Жердинівська.

### Англійською мовою
- Embodying Pessoa: corporeality, gender, sexuality / Klobucka, Anna and Mark Sabine, eds.  2007 (Portuguese edition 2010).
- Portuguese Writers (Dictionary of Literary Biography) / Rector, Mónica. 2004
- Atlantic Poets: Fernando Pessoa's turn in Anglo-American Modernism [Архівовано 12 серпня 2011 у Wayback Machine.] Santos, Maria Irene Ramalho Sousa 2003
- Genius: A Mosaic of One Hundred Exemplary Creative Minds / Bloom, Harold. 2002
- Spanish and Portuguese literatures and their times: The Iberian peninsula / Moss, Joyce. 2002
- Stevens, Dana Shawn, "A local habitation and a name heteronymy and nationalism in Fernando Pessoa", PhD Dissertation, University of California, Berkeley. 2001
- Modernism's Gambit: Poetry Problems and Chess Stratagemes in Fernando Pessoa and Jorge Luis Borges / Peña, Karen Patricia. 2000
- Fernando Pessoa and nineteenth-century Anglo-American literature [Архівовано 27 березня 2012 у Wayback Machine.] Monteiro, George 2000
- Pessoa's Alberto Caeiro / (Issue of Portuguese Literary and Cultural Studies, University of Massachusetts Dartmouth). 2000
- Dreams of dreams: and, The last three days of Fernando Pessoa / Tabucchi, Antonio. 1999
- The presence of Pessoa: English, American, and Southern African literary responses [Архівовано 27 березня 2012 у Wayback Machine.] Monteiro, George 1998
- An Introduction to Fernando Pessoa: Modernism and the Paradoxes of Authorship [Архівовано 27 березня 2012 у Wayback Machine.] Sadlier, Darlene 1998
- Modern art in Portugal: 1910-1940 : the artist contemporaries of Fernando Pessoa / Serra, Joao. 1998
- A Centenary Pessoa / Pessoa, Fernando. 1997
- Fernando Pessoa: photographic documentation and caption / Lancastre, Maria Jose de. 1997
- Fernando Pessoa: Voices of a Nomadic Soul / Kotowicz, Zbigniew. 1996
- The Western Canon / Bloom, Harold. 1994
- The Continuing Presence of Walt Whitman: the Life after the Life / Martin, Robert. 1992
- Fernando Pessoa: the Bilingual Portuguese Poet [Архівовано 27 березня 2012 у Wayback Machine.] Terlinden-Villepin, Anne  1990
- Three Persons on One: A Centenary Tribute to Fernando Pessoa / McGuirk, Bernard. 1988
- Modern Spanish and Portuguese literatures / Marshall J Schneider. 1988
- Fernando Pessoa, a Galaxy of Poets / Carvalho, Maria Helena Rodrigues de. 1985
- Fernando Pessoa's The Mad Fiddler: A Critical Study / Terlinden-Villepin, Anne. 1984
- The Man Who Never Was: Essays on Fernando Pessoa / Monteiro, George. 1982
- Fernando Pessoa: the genesis of the heteronyms / Green, J. C. R. 1982
- Spatial Imagery of Enclosure in the Poetry of Fernando Pessoa / Guyer, Leland Robert. 1979
- The Role of the Other in the Poetry of Fernando Pessoa / Jones, Marilyn Scarantino. 1974
- Selected Poems of Fernando Pessoa / Rickard, Peter. 1972

### Німецькою мовою
- Ángel Crespo: Fernando Pessoa. Das vervielfältigte Leben. Eine Biographie. Ammann, Zürich 1996 ISBN 3-250-10282-2
- Steffen Dix: Heteronymie und Neopaganismus bei Fernando Pessoa. Würzburg 2005 ISBN 3-8260-3039-7
- Burghard Baltrusch: Bewusstsein und Erzählungen der Moderne im Werk Fernando Pessoas. Lang, Frankfurt am Main 1997 ISBN 3-631-31406-X
- Karl-Eckhard Carius: Goethe-Pessoa. Dokumentation eines kunstpädagogischen Projekts. Escola Alemã de Lisboa, Lissabon 1992 ISBN 972-42-0541-X
- Wenn das Herz denken könnte, Sätze aus dem Gesamtwerk, zusammengestellt von Marie-Luise Flammersfeld und Egon Ammann, Ammann, Zürich 2006, ISBN 3-250-25001-5
- Martin Steinmetz: Fernando Pessoa und Gottfried Benn. Eine vergleichende Studie zur Identitätsproblematik in der Dichtung des 20. Jahrhunderts. Lang, Frankfurt am Main 1995 ISBN 3-631-49105-0
- Julia Weber: Das multiple Subjekt. Randgänge ästhetischer Subjektivität bei Fernando Pessoa, Samuel Beckett und Friederike Mayröcker W. Fink Verlag, München 2010 ISBN 978-3-7705-4889-7

### Французькою мовою
- Ana Maria Binet, L'Ésotérisme dans l'œuvre de Fernando Pessoa, thèse pour le Doctorat d'Études ibériques et ibéro-américaines, Université Michel de Montaigne- Bordeaux III, 1996, 745 p.
- Robert Bréchon, Étrange étranger. Une biographie de Fernando Pessoa. Éditions Christian Bourgois, 1996, 620 pages.
- Robert Bréchon, Fernando Pessoa. Le voyageur immobile. Biographie. Éditions Aden, « Le cercle des poètes disparus », 2002, 346 pages
- Colloque international « Fernando Pessoa, Aleister Crowley et l'ésotérisme », Lisbonne et Cascais, juin 2000. Co-organisateur et animateur : Antoine Faivre.
- Europe n° 710-711, juin-juillet 1988 : « Fernando Pessoa ». [Paris], Éditions Messidor, 1988
- Dominique Gauthiez-Rieucau, Pessoa, le secret révélé, Éditions F. Lanore, 2004, 64 pages
- Magazine littéraire n° 291, septembre 1991 : « Fernando Pessoa ». 1991
- José Augusto Seabra, Fernando Pessoa. Pour une poétique de l’ésotérisme, préface de Alain Martinet. Éditions Á l’Orient, « De l’Orient à l’Orient », 2004, 160 pages
- Maria José de Lancastre (version française de Pierre Léglise-Costa), "Pessoa une photobiographie", Christian Bourgois, 1991

### Іспанською мовою
- Anónimo transparente. Una interpretación gráfica de Pessoa / Sábat, Hermenegildo / Quilmes: Ediciones Universidad Nacional de Quilmes, 2007
- Fernando Pessoa, sociedad ilimitada / García Martín, José Luis / Gijón: Llibros del Pexe, 2002
- El silencio de los poetas: Pessoa, Pizarnik, Celan, Michaux / Cohen, Sara / Buenos Aires: Editorial Biblos, 2002
- Con Fernando Pessoa / Crespo, Angel / Madrid: Huerga & Fierro, 2000
- Extraño extranjero: una biografía de Fernando Pessoa / Bréchon, Robert / Madrid: Alianza Editorial, 1999
- Un baúl lleno de gente: Escritos sobre Pessoa / Tabucchi, Antonio / Madrid: Huerga & Fierro, 1997
- Identidad y alteridad en Fernando Pessoa y Antonio Machado / Lourenço, António Apolinário / Salamanca, 1997
- Fernando Pessoa / Anastasia, Luis V / Montevideo: El Hilo en el Laberinto, 1996
- Fernando Pessoa en palabras y en imágenes / Llardent, José Antonio. / Madrid: Ediciones Siruela: Ministerio de Cultura, 1995
- La sensibilidad finisecular: Joyce, Woolf, Pessoa / Alzuru, Pedro / Mérida, Venezuela: Consejo de Publicaciones, 1993
- El texto íntimo: Rilke, Kafka y Pessoa / Castro Flórez, Fernando / Madrid: Tecnos, 1993
- Poética y metafísica en Fernando Pessoa / Martín Lago, Pedro / Santiago de Compostela, 1993
- Pessoa, la respuesta de la palabra / López Meléndez, Teódulo/ Caracas: Academia Nacional de la Historia, 1992
- Fernando Pessoa, un místico sin fe: una aproximación al pensamiento heteronímico / Ordóñez, Andrés / México: Siglo Veintiuno, 1991
- Díptico pessoano / García Martín, José Luis / Mérida: Editora Regional de Extremadura, 1990
- Fernando Pessoa : identidad y diferencia / Vázquez Medel, Manuel Angel / Sevilla: Galaxia, 1988
- La Vida Plural de Fernando Pessoa / Crespo, Angel / Barcelona: Seix Barral, 1988
- Estudios sobre Pessoa / Crespo, Angel / Barcelona: Bruguera, 1984
- Fernando Pessoa / García Martín, José Luis/ Madrid: Ediciones Júcar, 1983
- Cuadrivio: Darío, López Velarde, Pessoa, Cernuda / Paz, Octavio / México: J. Mortiz, 1965

### Португальською мовою
- Pessoa / Carvalho, António Carlos. / Lisboa: Pergaminho, 1999
- O coração do texto = Le coeur du texte: novos ensaios pessoanos / Seabra, José Augusto / Lisboa: Edições Cosmos, 1996
- Para compreender Fernando Pessoa: uma aproximação a Fernando Pessoa / País, Amélia / Porto: Areal Editores, 1996
- Pessoa inédito / Lopes, Maria Teresa Rita / Lisboa: Livros Horizonte, 1993
- A vivência do tempo em Fernando Pessoa e outros ensaios pessoanos / Matos, Maria Vitalina Leal de / Lisboa: Editorial Verbo, 1993
- As coerências de Fernando Pessoa / Henriques, Mendo Castro / Lisboa: Editorial Verbo, 1989
- Literatura & heteronímia: sobre Fernando Pessoa / Diogo, Américo António Lindeza / Pontevedra-Braga, 1992
- Pessoa por conhecer, 2 volumes / Lopes., 1990
- O "Olhar esfíngico" da Mensagem de Pessoa / Cirurgião, António / Lisboa: Ministério da Educação, 1990
- Fernando Pessoa espelho e a esfinge / Moisés, Massaud / São Paulo: Editora Cultrix, 1988
- Nos passos de Pessoa: ensaios / Mourão-Ferreira, David. / Lisboa: Editorial Presença, 1988
- Estudos sobre Fernando Pessoa / Crespo, Angel / Lisboa, Portugal: Teorema, 1988
- Fernando Pessoa, o desconhecido de si mesmo / Paz, Octavio / Lisboa: Vega, 1988
- Fernando Pessoa: os trezentos e outros ensaios / Centeno, Y. K. / Lisboa: Editorial Presença, 1988
- Microleituras de Alvaro de Campos: e outras investigações pessoanas / Coêlho, Joaquim-Francisco / Lisboa: Dom Quixote, 1987
- Compreender Pessoa / Vilhena, Ramires / Lisboa: Vega, 1986
- O essencial sobre Fernando Pessoa / Lancastre, Maria José de / Lisboa: INCM, 1985
- Actas do II Congresso Internacional de Estudos Pessoanos: Nashville, 31 de março/2 de abril, 1983.
- Fernando Pessoa: aquém do eu, além do outro / Perrone-Moisés, Leyla /São Paulo, Brasil: Martins Fontes, 1982
- Estudos sobre Fernando Pessoa / Lind, Georg Rudolf / Lisboa: Impr. Nacional-Casa da Moeda, 1981
- Pessoa e Camões: três análises divergentes / Alves, José Edil de Lima / Porto Alegre: Editora Movimento, 1979
- Actas do I Congresso Internacional de Estudos Pessoanos, Porto, 1978
- O constelado Fernando Pessoa / Quesado, José Clécio Basílio / Rio de Janeiro: Imago Editora, 1976
- Um Fernando Pessoa / Silva, Agostinho da / Lisboa: Guimarães Editores, 1959
- Estudos sôbre a poesia de Fernando Pessoa / Monteiro, Adolfo Casais / Rio de Janeiro, 1958
- Introduction a la poesie de Fernando Pessoa / Casáis Monteiro, Adolfo, 1938